# Ставка Верховного главнокомандующего
Ста́вка Верхо́вного главнокома́ндующего (СВГ, Ставка) — орган высшего полевого управления войсками (силами) и местопребывание Верховного главнокомандующего Вооружёнными силами России на театре военных действий (действующей армией и флотом) во время Первой мировой войны 1914—1918 годов.
С начала войны, с 20 июля 1914 года, находилась в Барановичах, с 8 августа 1915 года — в Могилёве, с 28 февраля 1918 года — в Орле.
Штаб Верховного главнокомандующего первоначально состоял из 4 управлений:
- управление генерал-квартирмейстера, ведавшего оперативными вопросами;
- управление дежурного генерала, в ведении которого находились вопросы численности и укомплектования вооружённых сил, обеспечения их главными видами снабжения, а также назначения на должности командного состава (при нём управление коменданта главной квартиры, ведавшего всеми находившимися в районе Ставки военнослужащими, а также учреждениями связи);
- управление начальника военных сообщений;
- военно-морское управление[2][3].

В начале войны в СВГ насчитывалось 9 генералов, 36 офицеров, 12 военных чиновников и 125 солдат. В ходе войны состав Ставки значительно расширился, и к 1 (14) ноября 1917 в неё входило 15 управлений, 3 канцелярии и 2 комитета (всего свыше 2000 генералов, офицеров, чиновников и солдат).
20 ноября (3 декабря) 1917 Ставка была занята революционными войсками во главе с Н. Крыленко, который вступил в должность Верховного главнокомандующего. Начальником штаба Ставки стал генерал М. Д. Бонч-Бруевич. Ставка была поставлена на службу Советской власти в целях заключения мира с Германией и её союзниками и демобилизации старой армии. При Ставке были созданы органы революционной власти (Военно-революционный комитет, переименованный позднее в Цекодарф, Революционный полевой штаб и др.).
В связи с наступлением австро-германских войск 26-28 февраля 1918 года Ставка была перемещена в Орёл, а 16 марта после заключения Брестского мира была расформирована, поскольку с прекращением военных действий и демобилизацией старой армии её роль как органа высшего полевого управления отпала, а её аппарат не мог быть использован для руководства военными действиями в условиях начавшейся гражданской войны. В Красной Армии были созданы новые высшие органы управления.
Официальное название органа — Штаб верховного главнокомандующего. Широкое использование телеграфного сокращения «Ставка» привело к возникновению ошибочных названий «Ставка верховного главнокомандующего», «Царская ставка».

## Верховный главнокомандующий
В соответствии с руководящими документами того периода Верховный главнокомандующий руководил только действующей армией и флотом, но облекался чрезвычайной властью, равной царской.
С началом войны Верховным главнокомандующим был назначен великий князь Николай Николаевич. В августе 1915 года командование принял на себя сам Николай II.
После свержения Николая II в результате Февральской революции предполагалось, что Верховным главнокомандующим станет снова Николай Николаевич, который уже прибыл в Ставку, но против его кандидатуры высказалось Временное правительство. Главковерхом стал генерал М. В. Алексеев, которого сменил генерал А. А. Брусилов, а его, после неудачного июньского наступления, — генерал Л. Г. Корнилов.
После провала Корниловского выступления генерал Корнилов был арестован, а Верховным главнокомандующим объявил себя министр-председатель Временного правительства А. Ф. Керенский. После вооружённого восстания большевиков и провала Выступления Керенского — Краснова обязанности главнокомандующего исполнял генерал Н. Н. Духонин, который был смещён с этого поста в ноябре 1917 года по решению Совнаркома и затем убит. Совнарком назначил Верховным главнокомандующим прапорщика-большевика Н. Крыленко.
- Император Николай II (слева), министр двора граф В. Б. Фредерикс в центре и великий князь Николай Николаевич (справа) в Ставке
- Император Николай II и генерал-майор Свиты Владимир Николаевич Воейков в Ставке в Могилёве (1915—1916)
- Ставка Верховного Главнокомандующего. Январь 1915 года. Варшавский генерал-губернатор князь Енгалычев, генералы Янушкевич, Кондзеровский, Ронжин, Данилов и Соханский.
- Генерал-квартирмейстер, генерал-лейтенант Ю. Н. Данилов и чины его управления.
- Начальник штаба (НШ) Верховного Главнокомандующего генерал от инфантерии Н. Н. Янушкевич и генерал-квартирмейстер генерал-лейтенант Ю. Н. Данилов.

## Структура и личный состав Ставки
Начальник штаба
Начальники штаба:
- 19.07.1914—18.08.1915 — генерал-лейтенант (с 22.10.1914 — генерал от инфантерии) Николай Янушкевич;
- 18.08.1915—10.11.1916 — генерал от инфантерии (с 1916 года — генерал-адъютант) Михаил Алексеев;
- 10.11.1916—17.02.1917 — временно исполняющий должность генерал от кавалерии Василий Гурко;
- 17.02.1917—11.03.1917 — генерал от инфантерии (с 1916 года — генерал-адъютант) Михаил Алексеев;
- 11.03.1917—05.04.1917 — ВрИД, генерал от инфантерии Владислав Клембовский;
- 05.04.1917—31.05.1917 — генерал-лейтенант Антон Деникин;
- 02.06.1917—30.08.1917 — генерал-лейтенант Александр Лукомский;
- 30.08.1917—09.09.1917 — генерал от инфантерии Михаил Алексеев;
- 10.10.1917—16.11.1917 — генерал-лейтенант Николай Духонин;
- 03.11.1917—07.11.1917 — ВрИД, генерал-майор Михаил Дитерихс;
- 20.11.1917—21.02.1918 — генерал-майор Михаил Бонч-Бруевич;
- 21.02.1918—04.03.1918 — Степан Кулешин;
- 04.03.1918—16.03.1918 — Михаил Загю.

Управление генерал-квартирмейстера
Генерал-квартирмейстеры:
- 19.07.1914—30.08.1915 — генерал-лейтенант Данилов, Юрий Никифорович;
- 30.08.1915—06.12.1916 — ВрИД, генерал-майор (с 06.11.1916 — генерал-лейтенант) Михаил Пустовойтенко;
- 06.12.1916—02.04.1917 — генерал-лейтенант Александр Лукомский;
- 15.04.1917—15.06.1917 — генерал-майор Яков Юзефович;
- 10.06.1917—10.09.1917 — генерал-майор Иван Романовский;
- 10.09.1917—03.11.1917 — генерал-майор Михаил Дитерихс;
- 08.11.1917—29.11.1917 — генерал-майор Владимир Скалон.

Управление дежурного генерала
Дежурные генералы:
- 19.07.1914—02.04.1917 — генерал-майор Пётр Кондзеровский;
- 17.04.1917—09.05.1917 — Алексей Архангельский;
- 13.05.1917—14.06.1917 — генерал-лейтенант Виктор Минут;
- 14.06.1917—? — генерал-майор Георгий Кортацци.

Управление начальника военных сообщений
С 22 сентября 1914 года — Главное управление военных сообщений. 28 января 1917 года разделено на Управление начальника военных сообщений театра военных действий, ставившее задачи транспортным учреждениям, и Управление путей сообщения, руководившее этими учреждениями, причём начальник военных сообщений подчинялся товарищу (заместителю) министра путей сообщения на театре военных действий.
Начальники военных сообщений генерального штаба:
- генерал-майор Сергей Ронжин.

Военно-морское управление
В январе 1916 года переформировано в Морской штаб верховного главнокомандующего, с сентября 1917 года — опять Военно-морское управление.
Контр-адмиралы:
- Дмитрий Ненюков.

Управление коменданта
Коменданты:
- полковник Сергей Квашнин-Самарин.

Управление августейшего полевого генерал-инспектора артиллерии при верховном главнокомандующем
Образовано 5 января 1916 года, с 12 марта 1917 года — Управление генерал-инспектора артиллерии при верховном главнокомандующем, со 2 декабря — Артиллерийское управление.
Полевые генералы-инспекторы артиллерии:
- Великий князь Сергей Михайлович (05.01.1916—22.03.1917);
- Генерал-лейтенант Михаил Ханжин (14.04.1917—2.12.1917).

Канцелярия генерал-майора для поручений при начальнике Штаба верховного главнокомандующего по инженерной части
Должность учреждена 3 января 1916 года, канцелярия образована 9 марта, с 4 апреля 1917 года — Управление полевого инспектора инженерной части.
Полевые инспекторы инженерной части:
- Константин Величко (с 10.05.1917).

Управление заведующего организацией авиационного дела в армиях Юго-Западного фронта
Создано в августе 1914 года, с 5 января 1915 года — Управление заведующего организацией авиационного дела в действующей армии, с 3 декабря 1916 года — Управление полевого генерал-инспектора военного воздушного флота, с 3 апреля 1917 года — Полевое управление авиации и воздухоплавания.
Полевые генералы-инспекторы военно-воздушного флота:
- великий князь Александр Михайлович.

Управление эскадры воздушных кораблей «Илья Муромец» при штабе Верховного главнокомандующего
Особое делопроизводство при главном полевом интенданте
Создано 13 декабря 1915 года.
Главные полевые интенданты:
- Константин Егорьев (с 20.3.1916).

Штаб походного атамана при верховном главнокомандующем
Образован 8 марта 1915 года, с 4 октября 1916 года — «при его императорском величестве», с 10 марта 1917 года — при верховном главнокомандующем, с 31 октября — Полевой штаб казачьих войск при верховном главнокомандующем.
Походные атаманы:
- Василий Покотило (16.03.1915 — 17.9.1915);
- Великий князь Борис Владимирович (04.10.1915 — 07.08.1917).

Полевая канцелярия при протопресвитере военного и морского духовенства
Существовало с 1915 по 24 января 1918 года.
Протопресвитеры:
- Георгий Шавельский.

Дипломатическая канцелярия
Начальники:
- князь Николай Кудашев (1914—1916);
- Николай Базили (1917).

Канцелярия по гражданскому управлению
Ообразована 3 октября 1914 года, 6 октября 1917 года была подчинена Управлению помощника начальника Штаба верховного главнокомандующего, переименованному 12 декабря в Военно-политическое и гражданское управление при верховном главнокомандующем.
Начальники:
- князь Николай Оболенский (1914—1915);
- Александр Лодыженский (1915—1917).

Управление верховного начальника санитарной и эвакуационной части генерала от инфантерии принца А. П. Ольденбургского
Образовано в сентябре 1914 года, 3 апреля 1917 года вместо этой должности введена должность главного полевого санитарного инспектора, ставшего председателем образованного 16 июня 1917 года Центрального врачебно-санитарного совета.
Канцелярия инспектора войск гвардии
Образована 1 сентября 1916 года, с 11 октября — управление. Ликвидировано 12 марта 1917 года.
Центральный исполнительный комитет по формированию революционных ударных батальонов
Образован 13 июня 1917 года.
Управление комиссара Временного правительства при верховном главнокомандующем
С 17 августа 1917 года — военного комиссара. Существовало с 12 июля по 13 декабря 1917 года.
Канцелярия заведующего техническими средствами
Должность учреждена в июле 1914 года, канцелярия образована 1 февраля 1916 года, с 26 марта 1917 года — управление, с 27 сентября — Отдел службы радиотелеграфа в действующей армии.
Типография
Генерал для поручений
- Генерал-майор Борис Петрово-Соловово.

Адъютанты Верховного Главнокомандующего
- Полковник, князь Щербатов, Павел Борисович;
- Полковник, князь Кантакузин, Михаил Михайлович;
- Полковник Коцебу, Александр Павлович;
- Полковник граф Менгден, Дмитрий Георгиевич;
- Ротмистр Дерфельден, Христиан Иванович;
- Штабс-ротмистр, князь Голицын, Владимир Эммануилович.

Георгиевский батальон для охраны Ставки Верховного главнокомандующего
Командиры батальона:
- 15.11.1915—13.04.1916 — полковник Северин Лящик;
- 16.05.1916—04.03.1917 — генерал-майор Иосиф Пожарский;
- 31.03.1917 — 1917? — полковник Николай Тимановский;

Авиационный отряд (с декабря 1916 — дивизион) Императорского военно-воздушного флота для охраны Ставки Верховного главнокомандующего от воздушного нападения
Командир отряда (дивизиона):
- Июнь 1915 — ноябрь 1917 — капитан (с 06.12.1916 — подполковник) Виктор Павленко.

## Представители союзников
При ставке находились представители союзных держав:
- Великобритания — Хэнбери-Уильямс;
- Франция — генералы Лагиш, По, затем Жанен;
  - Французская военная миссия (ФРАМИС) была организована с начала Первой мировой войны[5]. Новая французская военная миссия была направлена в Россию в 1916 году. Основной её задачей было ведение пропагандистской деятельности для поднятия боевого духа Русской армии; после свержения самодержавия в феврале 1917 года — удержание России в состоянии войны, информирование французского правительства о ситуации в России. После Октябрьской революции 1917 года часть её сотрудников примкнула к большевикам и вступила в РКП(б), тогда как другие поддерживали Белое движение. В октябре 1918 года часть сотрудников была арестована и помещена в Бутырскую тюрьму по обвинению в контрреволюционной деятельности. В начале 1919 года сотрудники миссии, за исключением тех, кто отказался покидать Советскую Россию, вернулись во Францию[6].
- Италия — полковник М. Марсенго;
- Бельгия — генерал-майор, барон Риккель;
- Румыния — генерал Константин Коандэ[7]. Кроме того, были прикомандированы 8 румынских телеграфистов для связи румынского Верховного командования с представителями Румынии в Ставке[8].
- Сербия — полковник Лонткевич;
- США — подполковник М. Керт[9];
- Черногория — генерал Митар Мартинович (с 1915)[10];
  - Черногорская военная миссия действовала с апреля по ноябрь 1915 года. Инициированная королём Николой I через великого князя Николая Николаевича, миссия формально занималась военным сотрудничеством и получением помощи, но её главной политической целью было заручиться поддержкой России для послевоенного расширения Черногории и укрепления её независимости от Сербии. Эти цели были отвергнуты Россией, видевшей в миссии угрозу южнославянскому единству. Мартинович посещал фронт, но миссия не достигла политических задач и была свёрнута в конце 1915 года перед военным крахом Черногории.
- Япония — генералы Оба Дзиро (1914—1915), Накадзима Масатакэ (1915—1916)[11], полковники Исидзака Зензиро (1916—1917) и Такаянаги Ясутари (1917)[12];
  - Японская военная миссия была официальным представительством японских вооружённых сил в России. Её основными задачами были наблюдение на Восточном фронте, сбор военной, политической и экономической информации, содействие поставкам японского вооружения, изучение опыта войны и (с 1917 года) внутриполитической обстановки. Миссия включала наблюдателей при штабах, представителей при Ставке и других сотрудников; её члены активно участвовали в решении вопросов снабжения, совершали инспекционные поездки, а некоторые – и в боевых действиях. Прекратила деятельность после Октябрьской революции 1917 года, большинство членов эвакуированы к началу 1918 года. Собранный опыт использовался при модернизации японской армии и планировании интервенции на Дальнем Востоке.